# Neerja Bhanot
Neerja Bhanot, AC, (Punjabi: ਨੀਰਜਾ ਭਨੋਟ; Hindi: नीरजा भनोट; Chandigarh, 7 de septiembre de 1963 — Karachi, 5 de septiembre de 1986) fue una modelo y azafata de vuelo de la compañía aérea Pan American World Airways que perdió la vida intentando salvar a varios pasajeros en el vuelo 73 de Pan Am, secuestrado por terroristas durante una escala en Karachi, Pakistán, el 5 de septiembre de 1986. Recibió varios disparos cuando los ayudaba a escapar por las salidas de emergencia.
Es la más joven receptora del galardón a la Paz y el Valor más importante en la India, el Premio Ashok Chokra, que recibió póstumamente. Su vida y heroísmo inspiraron una película biográfica estrenada en 2016 titulada Neerja, dirigida por Ram Madhvani.

## Biografía

### Vida y educación
Bhanot nació en Chandigarh, India, pero creció en Bombay, en una familia de brahmanes punjabi. Era hija de Harish Bhanot, un periodista que trabajó en el periódicoThe Hindustan Times durante más de 30 años y murió en el Año Nuevo de 2008 en Chandigarh a los 86 años, y su esposa Rama Bhanot, que murió el 5 de diciembre de 2015. Tenía dos hermanos: Akhil y Aneesh Bhanot.
Recibió la educación primaria en la escuela secundaria Señor del Sagrado Corazón en Chandigarh. Cuando la familia se mudó a Bombay, continuó sus estudios en la Bombay Scottish School; y después se graduó en el St. Xavier's College. Luego, fue vista por primera vez para una prueba de modelaje, y comenzó su carrera como modelo.
Bhanot tuvo una boda arreglada en marzo de 1985 y se trasladó con su marido a Doha, Catar. Sin embargo, la unión se deterioró debido a problemas con la dote y ella regresó a la casa de sus padres en Bombay a los dos meses.

### Carrera
Bhanot se presentó para un trabajo de azafata de vuelo en la compañía Pan Am cuando en 1985 decidió tener una tripulación de cabina totalmente india para sus rutas de Frankfurt a la India. Después de la selección, viajó a Miami para la formación como azafata. Mantuvo a la vez su carrera como modelo y su trabajo como azafata en la Pan Am.

## Secuestro
Bhanot era la sobrecargo principal del vuelo 73 de Pan Am que volaba de Bombay a Estados Unidos, cuando el avión fue secuestrado por cuatro hombres armados el 5 de septiembre de 1986 en el aeropuerto de Karachi en Pakistán. La aeronave transportaba 361 pasajeros y 19 miembros de la tripulación. Los terroristas querían volar a Chipre con el objetivo de liberar prisioneros palestinos. Bhanot fue capaz de alertar a la tripulación tan pronto los secuestradores embarcaron en el avión. Así, mientras el avión estaba aún en la plataforma, la tripulación de la cabina (el comandante, el copiloto y el ingeniero de vuelo) abandonaron la aeronave a través de la escotilla superior de la cabina. Como el miembro de la tripulación de mayor rango que quedaba, Bhanot asumió la situación dentro del avión.
Los secuestradores formaban parte de la Organización Abu Nidal, una organización terrorista apoyada por Libia dedicada a atacar objetivos y activos norteamericanos. En los primeros minutos del secuestro, identificaron a un ciudadano estadounidense de origen indio, lo arrastraron hasta la salida, lo mataron a tiros y arrojaron su cuerpo al exterior contra el asfalto. Luego, los terroristas ordenaron a Bhanot que recogiera los pasaportes de todos los pasajeros, para identificar los otros norteamericanos a bordo. Bhanot y los otros asistentes de vuelo escondieron los pasaportes de 41 estadounidenses a bordo; algunos bajo el asiento y el resto por una rampa de basura para que los secuestradores no pudieran diferenciar pasajeros norteamericanos y no norteamericanos.
Después de 17 horas, los secuestradores abrieron fuego y dispararon explosivos. Bhanot abrió una de las puertas del avión y, aunque podría haber sido la primera en saltar y huir, no lo hizo sino que comenzó a ayudar a los pasajeros a escapar. Según un pasajero superviviente, «ella estaba guiando a los pasajeros hacia la salida de emergencia, mientras los terroristas continuaban disparando constantemente. Vieron a Neerja intentando incansablemente ayudar a los pasajeros a salir y fue entonces cuando ellos la tomaron por el pelo y le dispararon a quemarropa».
Neerja fue tiroteada mientras protegía tres niños norteamericanos de la lluvia de disparos de los terroristas. De un total de 41 pasajeros norteamericanos, dos fueron muertos durante el secuestro. Un niño superviviente, entonces con siete años de edad, sería después capitán de una gran compañía aérea y afirmó que Bhanot fue su inspiración y que debía todos los días de su vida a ella. Bhanot fue reconocida internacionalmente como «la heroína del secuestro» y terminó siendo la más joven destinataria del Premio Ashok Chakra, el premio más prestigioso de la India por valentía en tiempo de paz.
Además de salvar la vida de muchos rehenes, Bhanot también ayudó a impedir que el avión despegara. Póstumamente recibió concesiones múltiples por su coraje del gobierno de Estados Unidos, del Ministerio de Aviación Civil de la India, y el Tamgha-y-Insaniyat de Pakistán, un premio dado para mostrar la gran bondad humana.

### Identidad de los secuestradores
Los secuestradores eran miembros de la Organización Abu Nidal. Todos los secuestradores fueron detenidos por las autoridades paquistaníes y enviados a prisión. En 2001, uno de ellos, Zayd Hassan Abd Al-Latif Masud Al Safarini, fue liberado bajo un acuerdo con Pakistán y capturado por el FBI en Bangkok, Tailandia, un día después. Un informe de la Associated Press de 2009 afirmó que cuatro hombres fueron liberados tras completar la pena de prisión y deportados a los territorios palestinos contra el deseo del gobierno de Estados Unidos, pero había dudas sobre sus paraderos. El FBI entonces anunció una recompensa de 5 millones de dólares por su captura. En enero de 2010, oficiales de la inteligencia paquistaní anunciaron que un ataque con dron en la región tribal de Waziristán del Norte había matado a uno de los secuestradores liberados, Jamal Saeed Abdul Rahim. Su muerte nunca fue confirmada y permanece en las listas del FBI de los terroristas más buscados.

## Legado
Por su valentía, el Gobierno de la India concedió póstumamente a Bhanot el Premio Ashoka Chakra, el más alto de la India, por valentía contra un ataque durante tiempo de paz. Ella es la receptora más joven y la primera mujer en recibir este premio. En 2004, el Servicio Postal Hindú lanzó un sello conmemorativo de ella.
Después de su muerte, su familia montó el Neerja Bhanot Pan Am Trust con el dinero del seguro y una contribución igual de la Pan Am. El fideicomiso presenta dos premios todos los años, uno para un miembro de una tripulación de vuelo, en todo el mundo, que actúe más allá de la llamada del deber y otro, el Premio Neerja Bhanot, a una hindú que ante la injusticia social, enfrente la situación y ayude a otras mujeres en situación social similar. El premio incluye 150.000 rupias (aproximadamente 2,000 dólares) un trofeo y una mención.
El hermano de Bhanot, Aneesh, viajó a Washington, DC., en 2005 para recibir el «Premio Justicia por Crímenes» concedido póstumamente a ella como parte de la Semana Anual de Derechos del Delito en una ceremonia realizada en la Oficina del Procurador de Estados Unidos en el Distrito de Columbia. En 2006, él y los otros tripulantes del vuelo Pan Am 73, juntamente con el director de vuelo de la Pan Am viajaron a Pakistán para recibir el premio de Coraje Especial por el Departamento de Justicia de los Estados Unidos.
La Casa Bhanot de la escuela Austrey fue nombrada en su honor.
El Ministerio de la Aviación Civil de la India concedió un honor a Bhanot el 18 de febrero de 2010, en Nueva Delhi, en ocasión del lanzamiento de las conmemoraciones del centenario de la aviación hindú.
El 2 de julio de 2016, el Premio Bharat Gaurav le fue conferido en una ceremonia realizada en la Cámara de los Comunes del Parlamento de Reino Unido, en Londres, Inglaterra.

## Cultura popular
- The Neerja I Knew – un libro de mesa conceptualizado por su hermano Aneesh Bhanot y publicado como un homenaje a Bhanot compuesto por varios capítulos escritos por personas que la conocieron.[29][30]
- Neerja – una película biográfica india en lengua hindi de drama y suspense de 2016 escrita por Saiwyn Quadras dirigida por Ram Madhvani y protagonizada por Sonam Kapoor en el papel principal de Neerja Bhanot.

## Premios
- Ashoka Chakra 1987, India
- Tamgha-y-Insaaniyat (por mostrar increíble bondad humana), Pakistan[31]
- Flight Safety Foundation Premio Heroísmo de 1987, United States[32]
- Premio Justicia para Crímenes 2005, Abogado de Estados Unidos oficina del Distrito de la Columbia, Estados Unidos[25]
- Premio Especial Courage 2006, Departamento de Justicia de Estados Unidos, Estados Unidos[15]
- Ministerio de la Aviación Civil Premio 2011, India[33][34]
- Premio Bharat Gaurav presentado en la Cámara de los Comunes, Parlamento de Reino Unido en 2 de julio de 2016[35]